# Mount Pleasant (Utah)
Mount Pleasant je město v okresu Sanpete County ve státě Utah ve Spojených státech amerických. K roku 2010 zde žilo 3 260 obyvatel. S celkovou rozlohou 7,3 km² byla hustota zalidnění 450 obyvatel na km².